# Póczy Klára
Póczy Klára, asszonynevén Szentgáli Ferencné, egyes publikációkban Sz. Póczy Klára (Kolozsvár, 1923. február 6. – Budapest, 2008. október 16.) magyar régész, művészettörténész, a történeti (régészeti) tudományok doktora. Munkássága révén neve elválaszthatatlan a pannoniai városok, különösen Budapest és Sopron római kori örökségének feltárásától és népszerűsítésétől.

## Családja
Erdélyi magyar család gyermeke, apja Póczy Mihály vasútépítő mérnök, anyja Kiss Klára. Egyetlen húga: Póczy Erzsébet.
1947. augusztus 14-én kötött házasságot dr. Szentgáli Ferenc orvossal (†1974), mely házasságból egy gyermeke született: Szentgáli Ádám (1949–) villamosmérnök. 1976-tól Thímár János mérnök, a Fővárosi Mélyépítési Tervező Vállalat műszaki-gazdasági tanácsadójának házastársa volt.

## Életpályája
Általános és középiskoláit Kolozsváron végezte; 1941-ben érettségizett. 1942-ben beiratkozott a budapesti Pázmány Péter Tudományegyetem Bölcsészettudományi Karára, történelem, művészettörténet és olasz szakra. Rövid idő után kiderült, jobban érdekli a Kárpát-medence története és régészete, ezért ősrégészetet és ókortörténetet tanult. Meghatározó tanárai voltak: Alföldi András, Tompa Ferenc és Banner János. 1947-ben szerzett régész-muzeológus diplomát, valamint doktori címet (PhD). Értekezését a Pannonia tartománybeli Brigetio fazekasműhelyeiből kikerült kerámiákról írta.
1950-ben helyezkedett el gyakornok régészként a Budapesti Történeti Múzeumban, munkája főként annak aquincumi részlegéhez kötötte. 1953-ban a régészeti osztály helyettes vezetője lett, majd 1963 és 1973 között az Aquincumi Múzeum igazgatója, az aquincumi polgárváros ásatásvezetője. Irányításával folytak ezen időszak alatt a múzeum körüli romkert konzerválási munkái és Hajnóczi Gyula, valamint Harsányiné Vladár Ágnes építészekkel együttműködve annak archeológiai parkká alakítása. Emellett 1951-től közel negyven éven át részt vett valamennyi budapesti római kori ásatásban, de jelentős szerepet vállalt a római limes magyarországi szakaszain történt feltárásokban, különösen Brigetio és Intercisa településeken, valamint a Dunakanyar-ásatásokban (1959–1961). Részt vett – Sopron város műemléki rekonstrukciójához kapcsolódóan – a római kori Scarbantia feltárásában (1958–1974). Megfordult több külföldi ásatáson; így közreműködött a svájci Vindonissa (1967) és az algériai Caesarea Mauretaniae feltárásában (1977).

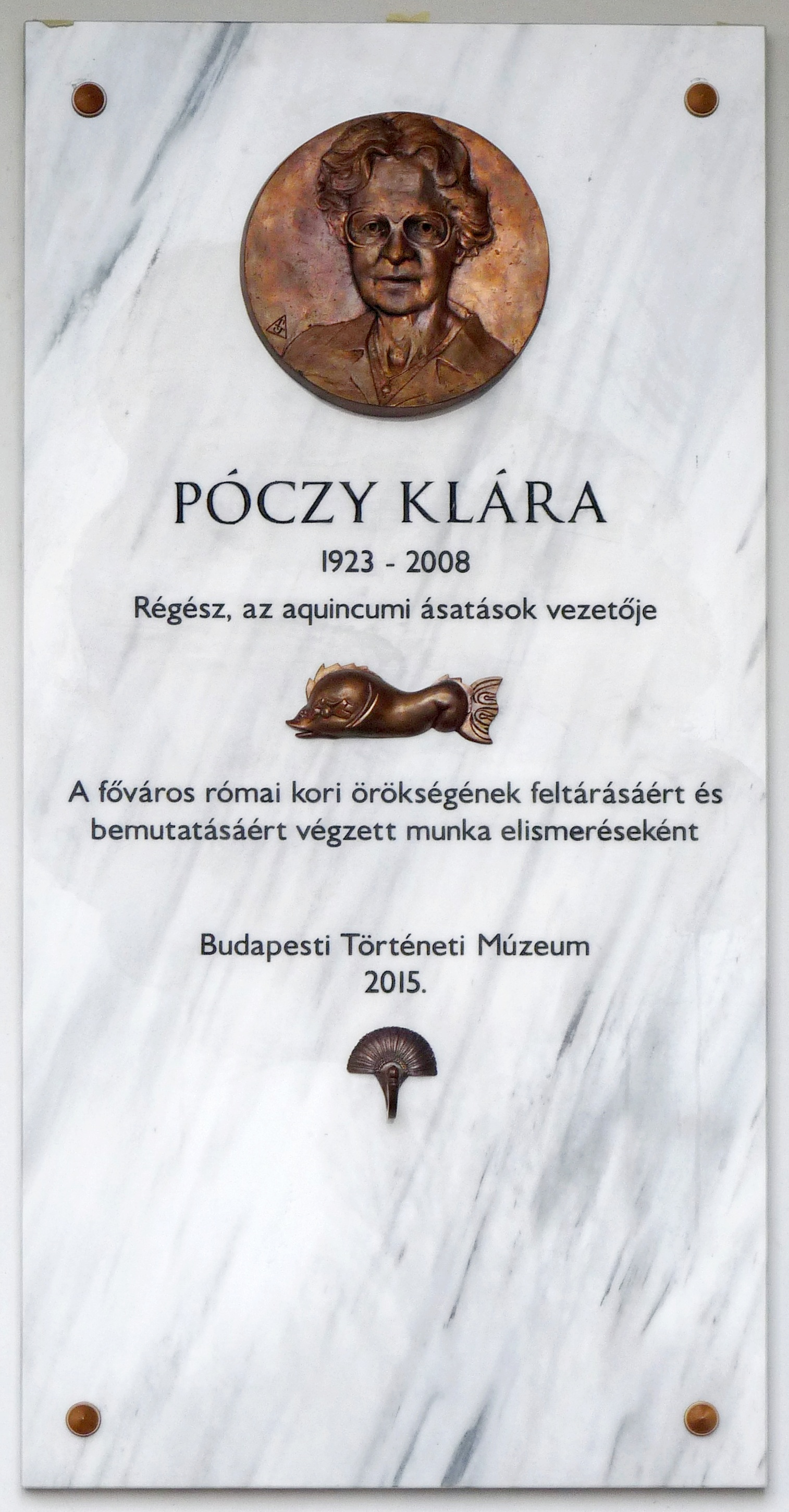
Póczy Klára emléktáblája az Aquincumi Múzeumban

Az 1970-es évek elején megkezdett óbudai városrendezési munkálatokhoz kapcsolódóan, a Magyar Tudományos Akadémia felhatalmazásával 1973 és 1985 között vezette a városrész római kori emlékeinek megelőző régészeti feltárását, melynek eredményeként számos, nemzetközileg is számon tartott római kori építészeti emlék vált ismertté, köztük a Flórián téri legiotábor, a tábor keleti oldalán fekvő késő római erőd, vagy a tábort körülvevő Aquincum-canabae részei. Az általa vezetett munkacsoport korszakos meghatározásokat jelentett az antik Aquincum topográfiai kutatásában, a légiótábor pontos helye, a limesút menti betelepítettség szerkezete, a katonaváros beépítettsége, a polgárváros védműveinek építési periódusai, a helyreállítások koordinálása stb. tekintetében. Munkája nem merült ki a feltárások, valamint a leletek tudományos feldolgozásának irányításában s az eredmények szaklapokban történő publikálásában, de szorgalmazta és irányította a római kori építészeti emlékek műemléki konzerválását és bemutathatóvá tételét is. Ez a nemzetközi figyelemmel is kísért, a Fürdőmúzeum megnyitásával lezárult tevékenysége az óbudai városképet számos, ma is látható műemlékkel gazdagította. A munkálatok befejezését követően a múzeum római kori provinciális régészeti csoportjának műszaki tanácsadója lett.
Pályája során több mint száz ásatást vezetett, közel félezer tudományos és népszerűsítő cikket s tanulmányt írt, elsősorban Aquincumról, a pannoniai városokról, a római kori közművekről. Budapest római kori emlékeiről írott könyvei, a magyarországi ásatások eredményeit bemutató előadásai, itthon és Európa számos országában szervezett kiállításai, valamint a nemzetközi konferenciákon való aktív részvétele külföldön is elismertté tették. Kiemelkedő szerepet játszott az Aquincumi Múzeum nemzetközi hírének megerősítésében, kapcsolatrendszerének kiépítésében.
Szakmai tevékenységét 1986-os nyugdíjazása után is folytatta; ekkor állította össze, főleg az újonnan előkerült aquincumi leletekből, Budapest római kori örökségét bemutató, szakmai konferenciákkal kísért kiállítást, amely hét év alatt 12 európai városban aratott sikert. Hiánypótló, jelentős munkája a Szelényi Károly fotóival illusztrált, 2001-ben megjelent könyve, amely a Szent István kora óta napjainkban Rómában működő, a nagyközönség által alig ismert magyar intézményeket (zarándokház, templom,  Collegium Hungaricum stb.) mutatja be.
A Farkasréti temetőben helyezték nyugalomra.
Az Aquincumi Múzeum régi kőtárának falán domborműves tábla őrzi emlékét.

## Társadalmi szerepvállalása
- az MTA Régészeti Bizottsága, Várostörténeti és Iparrégészeti Albizottsága tagja
- a Magyar Régészeti és Művészettörténeti Társulat választmányi tagja
- a Nemzetközi Római Kerámiakutatás Egyesülete (RCRF) tagja
- az Osztrák Régészeti Intézet rendes tagja
- a Német Régészeti Intézet levelező tagja
- a Római Üvegkutatók Nemzetközi Egyesülete tagja
- A Magyar Emlékekért a Világban Egyesület (MEVE) elnökségi tagja

## Díjai, elismerései
- Szocialista Kultúráért (1955, 1965)
- Kuzsinszky Bálint-emlékérem (1970)
- Móra Ferenc-emlékérem (1974)
- Rómer Flóris-emlékérem (1988)
- Forster Gyula-díj (2000)
- Magyar Köztársasági Érdemrend középkeresztje (polgári tagozat) (2004)

## Főbb művei
Póczy Klára teljes életmű bibliográfiáját lásd: Forschungen in Aquincum 1969–2002
- Festett edények Aquincumban (Archaeologiai Értesítő, 1952)
- Pacatus, aquincumi fazekasmester (A Budapesti Történeti Múzeum Füzetei. 1. Bp., 1956)
- Az aquincumi palota falfestészete – Három metszet az aquincumi legiotábor északi védőrendszerében. Pekáry Tamással (Budapest Régiségei, 1958)
- Római fürdők Budán. Hajnóczy Gyulával. Fotó: Czeizing Lajos, Gyárfás Lajos, Susits László (Műemlékeink. Bp., 1960)
- Aquincum a IV. században (Budapest Régiségei, 1964)
- Sopron római kori emlékei. Fotó: Juranits Miklós, Király György, Susits László, a helyszínrajzokat készítette Sziklavári Lajosné (Műemlékeink. Bp., 1965)
- Scarbantia romjai Sopron mai városképében (Soproni Szemle, 1966)
- Aquincum. Album. 48 fekete-fehér fotóval. Fotó Kónya Kálmán, az alaprajzokat Hajnóczy Gyula készítette (Bp., 1969; 2. átdolg. kiad. 1974; németül, angolul, oroszul és franciául is)
- Római kori műemlékek védelme Magyarországon (Műemlékvédelem, 1970)
- A porta praetoria feltárása az aquincumi legióstáborban. – Az aquincumi legióstábor és katonaváros romjainak feltárása és műemléki bemutatása (Budapest Régiségei, 1976)
- Pannóniai városok. Album. 48 fekete-fehér fotóval. Fotó Kónya Kálmán, grafikus Kemény Zoltán (Bp., 1976; németül: 1977)
- Scarbantia. A római kori Sopron. 21 fekete-fehér fotóval. Fotó Kónya Kálmán, grafikus Kemény Zoltán (Bp., 1977; angolul és németül is)
- Közművek a római kori Magyarországon. Monográfia. Fotó: Adorján Attila, Erdőkürti Zsuzsanna, Hajnóczy Gyula. 136 fekete–fehér ábrával, fotókkal (Bp., 1980)
- Aquincum-Castra, Canabae, Colonia : Az 1976–1980. közötti időszak ásatási eredményeinek összefoglalása (Budapest Régiségei 25, 1984)
- Az aquincumi légióstábor maradványainak műemléki bemutatása Óbudán, az Árpád-híd új közlekedési csomópontján (Műemlékvédelem, 1985)
- Budapest római öröksége. Kaiser Annával. Grafikus: Kiss Marianne (Építészeti hagyományok. Bp., 1985)
- Aquincum. Római kori ásatások Budapesten. 1970–1985. Zsidi Paulával (A Budapesti Történeti Múzeum kiadványai. Bp., 1986; németül is)
- Aquincum. Budapest a római korban. Szerk. Lengyelné Kurucz Katalinnal. Fotó: Komjáthy Péter, Molnár Ilona, grafikus: Málik Éva (A Budapesti Történeti Múzeum kiadványai. Bp., 1989)
- Budapest, Aquincum, polgárváros. Fotó: Komjáthy Péter, Molnár Ilona, grafikus: Málik Éva (Tájak, korok múzeumok kiskönyvtára. Bp., 1990; 2. kiad. 1996)
- Budapest, légiótábor és katonaváros (Tájak, korok múzeumok kiskönyvtára. Bp., 1996)
- A magyarok ezer esztendeje Rómában. Intézményeink az Örök Városban Szent István király óta napjainkban. Szerk. (Bp., 2001)
- Budapest Belváros. – Inner City. Fotóalbum. Feledy Balázzsal, Nagy Gergellyel. Fotó: Szelényi Károly (Bp., 2002)
- Citius, altius, fortius. Gyorsabban, magasabbra, erősebben. Az athéni olimpiai játékok előzményei. Fotó: Szelényi Károly, grafikus: Pintér Katalin, térképek: Kispál Attila (Bp., 2004)
- Aquincum. Budapest római kori történelmi városmagja. Monográfia. Fotó: Gottl Egon, Komjáthy Péter, Szelényi Károly (Bp., 2004)

## Fordítás
- Ez a szócikk részben vagy egészben  a   Klára Póczy című német Wikipédia-szócikk ezen változatának fordításán alapul.  Az eredeti cikk szerkesztőit annak laptörténete sorolja fel. Ez a jelzés csupán a megfogalmazás eredetét és a szerzői jogokat jelzi, nem szolgál a cikkben szereplő információk forrásmegjelöléseként.